# Ermita de Santa Madrona (Corbera d'Ebre)
L'Ermita de Santa Madrona és una petita església del municipi de Corbera d'Ebre (Terra Alta) inclosa en l'Inventari del Patrimoni Arquitectònic de Catalunya.

## Descripció
L'edifici és de planta rectangular, i té un sostre a dos vessants de teula àrab. Les façanes són planes; les obertures es troben a la façana principal. La porta d'accés és de mig punt dovellada, i hi ha dues més petites als costats. Hi ha un rellotge de sol i el conjunt es remata amb una petita espadanya. No està documentat però sembla del segle xvii, encara que està restaurat per part dels programes "Regions Devastades" el 1973 i per "L'Escola Taller Terra Alta" el març de 1991.

## Història
La restauració, com tot el referent a Corbera, fou necessària a conseqüència de la guerra del 1936 en ser un lloc clau durant la Batalla de l'Ebre. La rehabilitació realitzada per l'escola taller Terra Alta no ha seguit cap criteri de conservació de l'estructura compositiva de la façana. El petit campanar ha estat totalment substituït per un de nou més gran i pintoresc. S'han modificat les posicions de les obertures amb la intenció d'organitzar-les amb una retícula. S'ha pintat la façana de color blanc. El sòcol de l'edifici i el campanar s'han recobert de pedra. El rellotge de sol també està canviat de lloc, ara centrat a la façana principal.